# George Douglas Howard Cole
George Douglas Howard Cole, född 25 september 1889 i Cambridge, död 14 januari 1959 i London, var en brittisk nationalekonom och författare.
Cole var föreläsare i ekonomi vid universitetet i Oxford från 1925. Han har utgett ett stort antal uppmärksammade arbeten på det socialpolitiska området, varibland märks The World of Labour (1913), Selfgovernment in Industry (1917, svensk översättning Industriell självstyrelse, 1921), Social theory (1920), Guild socialism restated (1920), Workshop organisation (1923), A short history of the British working-class movement (3 band, 1925-1927), The next ten years in British social and economic policy (1929).
Tillsammans med sin hustru Margret Isabel Cole har Cole även utgivit en mängd detektivromaner.